# Kita Futō (Kobe Port Liner)
Kita Futō (中埠頭駅, Naka Futō Eki) est une station de la Port Liner du métro automatique de Kobe New Transit. Elle est située 2 Minatojima Nakamachi, dans l'arrondissement Chūō-ku de Kobe, dans la préfecture de Hyōgo au Japon.
Mise en service en 1981, elle est desservie par les rames de la ligne Port Liner Boucle.

## Situation sur le réseau

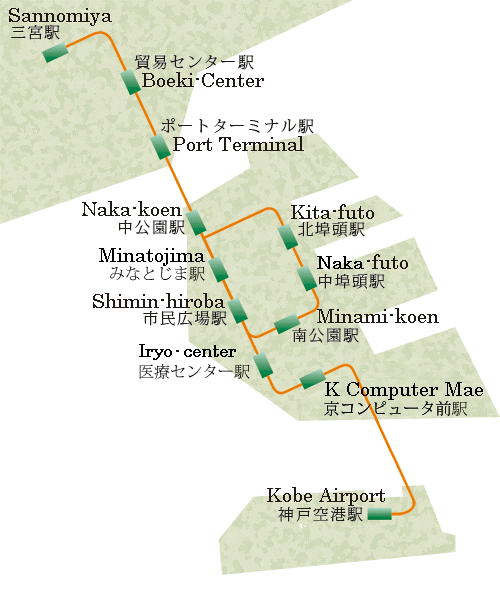
Plan de la ligne.

Établie en aérien Kita Futō est une station de passage de la Port Liner de Kobe New Transit. sur la section Port Liner Boucle à voie unique, elle est située entre la station Naka Futō  et la station Naka Kōen, en direction du terminuz Sannomiya.
Elle dispose de la voie unique qui dessert un quai latéral.

## Histoire
La station NKita Futō est mise en service le 5 février 1981, lorsque la compagnie Kobe New Transit ouvre à l'exploitation les 6,4 km, avec neuf stations, de la première section de sa ligne Port Liner de son métro automatique.